# 로허르 베르나디나
로허르 베르나디나(네덜란드어: Roger Bernadina)로 잘 알려진 로헤아르빈 아르헬로 버나디나(네덜란드어: Rogearvin Argelo Bernadina, 1984년 6월 12일~)는 네덜란드의 야구 선수이다. 현재 세리에 A 마체라타 에인절스 소속 외야수로 뛰고 있다. 이전에는 메이저리그 베이스볼과 KBO 리그에서 활동했으며 KBO 리그 소속 시절 등록명은 '버나디나'이다.

## 미국 프로야구 시절
2008년 워싱턴 내셔널스에 입단하였다.

## 한국 프로야구 시절

### KIA 타이거즈시절
2017년에 브렛 필을 대체할 외국인 야수로 영입되었다. 팀 역사상 외국인 선수 최초로 20-20 클럽에 가입했으며, 팀 외인 최초로 사이클링 히트까지 달성하였다. 또한 2017 한국시리즈에서도 최고 타율을 기록하는 등 구단의 11번째 우승에 기여하였다. 그러나, 2018년 11월 7일 팻 딘과 함께 방출되었다. 그의 대체 용병으로는 제레미 해즐베이커가 70만 달러에 영입되었다.

## 일본 독립야구 시절
2019년에 이시카와 밀리언스타즈에 입단하였다.

## 대만 프로야구 시절
2019년에 Lamigo 몽키스에 입단하였다.

## 멕시코 프로야구 시절
2019년까지 바케로스 라구나에서 뛰었다.

## 플레이 스타일
배트 스피드가 빠르며 기동력을 갖췄고 타구 판단이 탁월하며 빠른 주력을 바탕으로 수비 범위가 넓다.